# Georges Petit de Chemellier
Le baron Georges Petit de Chemellier est un sculpteur français né à Angers le 13 juillet 1834 et mort à Paris le 22 février 1907.

## Biographie
Appartenant à la famille Petit de Chemellier, issu d'un milieu artiste, il est formé auprès d’Aimé Millet et René Rozet
et débute en 1884 au Salon des artistes français avec L'Arrivée, une statuette en argent ciselé. D’autres expositions suivent en 1885, 1887, 1889, 1897 et 1907.
Il lègue à la ville d'Angers deux groupes en bronze, Avant le bain et Sortie de bain, installés en 1886 et 1889 dans le Jardin du Mail.
Ces deux sculptures ont cependant été volées, puis retrouvées et volées de nouveau pour finalement être incorporées aux collections du Musée des Beaux-Arts d'Angers,.
En 1895, Georges  Chemellier présente au Salon de la Société des Amis des Arts d'Angers un  projet de monument à Monseigneur Freppel, évêque d'Angers.
Ses œuvres les plus connues ; un buste de la Vicomtesse de Montreuil, un buste du Comte de Falloux, et  Get-Up (1890) font partie des collections du musée des beaux-arts d'Angers.